# Вуличний боєць: Легенда про Чунь-Лі
«Вуличний боєць: Легенда про Чунь-Лі» (англ. Street Fighter: The Legend of Chun-Li) — американсько-японсько-канадський художній фільм Анджея Бартковяка, другий фільм, заснований на серії відеоігор Street Fighter.
У фільмі розповідається про пригоди персонажа «Street Fighter» Чунь-Лі, яку грає Крістін Кройк, зірка телесеріалу «Таємниці Смолвіля».

## У ролях
- Крістін Кройк — Чунь-Лі
- Ніл Макдонаф — Байсон
- Кріс Кляйн — Чарлі Неш
- Майкл Кларк Дункан — Балрог
- Мун Бладгуд — детектив Майя Сані
- Taboo — Вега
- Робін Шу — Ген
- Едмунд Чен — Цзянь, батько Чунь-Лі
- Джозі Го — Кантана
- Єлизавета Кірюхіна — Роза

## Цікаві факти
На роль Джена спочатку пробувався Рік Юн, але пізніше він був замінений на Робіна Шу, який зіграв роль Лю Кана у«Смертельній битві» — іншому відомому фільмі-екранізації комп'ютерної гри у жанрі файтингу.